# .be
.be este un domeniu de internet de nivel superior, pentru Belgia (ccTLD).